# Steve Tasker
Pour les articles homonymes, voir Tasker.
(en) Statistiques sur pro-football-reference
Steven Jay Tasker, né le 10 avril 1962 à Smith Center (Kansas), est un joueur américain de football américain ayant évolué au poste de Wide receiver. Cependant, il est plus notable en tant que Gunner dans l'escouade spéciale. Après sa carrière sportive, il est devenu commentateur pour CBS Sport.
Étudiant à l'Université Northwestern, il fut drafté en 1985 à la 226e place (neuvième round) par les Oilers de Houston. Son repêchage en fin de draft ne lui laisse pas vraiment de place en tant que wide receiver en équipe première, il se tourne donc vers le poste de Gunner où son rôle est d'assurer une couverture en taclant le porteur de balle adverse lors des kick returns et des punt returns.
Après une saison et demie jouée avec les Oilers de Houston, il rejoint les Bills de Buffalo avec lesquels il finira sa carrière.
Malgré sa stature relativement faible (1,75 m, 84 kg), il est devenu rapidement un joueur craint pour sa vitesse de pointe et la puissance de ses tacles qui produisaient régulièrement des fumbles. Ce fut la première fois qu'un joueur, autre que kick ou punt returners, devint réputé uniquement pour son travail lors des phases de jeu spéciales.
Il fut sélectionné sept fois pour le Pro Bowl (1987, 1990, 1991, 1992, 1993, 1994 et 1995). En 1993, il sera même le MVP du match.
À la fin de sa carrière sportive, il est devenu commentateur pour CBS Sport.
Le 9 septembre 2007, Tasker est devenu le 24e joueur inscrit sur le « Mur de la renommée » des Bills de Buffalo.